# Compsibidion tuberosum
Compsibidion tuberosum là một loài bọ cánh cứng trong họ Cerambycidae.